# Pleurotus lactuosus
Pleurotus lactuosus är en svampart som beskrevs av Corner 1981. Pleurotus lactuosus ingår i släktet Pleurotus och familjen musslingar.   Inga underarter finns listade i Catalogue of Life.